# Вулиця Глібова (Київ)
Ву́лиця Глі́бова — вулиця в Шевченківському районі міста Києва, у Солдатській слобідці. Пролягає від вулиці Січових Стрільців до кінця забудови. Прилучаються вулиці В'ячеслава Чорновола та Дмитрівська.

## Історія
Вулицю було прокладено у період між 1838 та 1849 роками під назвою Самсонівська (від хутора Стрельбицького, що належав київському ювеліру Самсону Стрельбицькому) і простягалася до теперішньої Ростиславської вулиці. Скорочена у 1930-ті роки у зв'язку із будівництвом стадіону «Старт». Сучасна назва на честь українського письменника та байкаря Леоніда Глібова — з 1952 року.
Сучасна забудова — з 1960-х років.
У 1941—1943 роках назву вулиця Глібова мала теперішня вулиця Ісмаїла Гаспринського в Новій Дарниці.

## Мешканці
У будинку № 4/10, квартира № 65 мешкав український художник Іван Федорович Манець.